# Comté de Clarendon (Caroline du Sud)
Pour les articles homonymes, voir Comté de Clarendon.
Le comté de Clarendon est l’un des 46 comtés de l’État de Caroline du Sud, aux États-Unis. Il a été fondé en 1855. Son siège est la ville de Manning. Selon le recensement de 2010, la population du comté est de 34 971 habitants. 

## Géographie
Le comté a une superficie de 1 802 km², dont 1 573 km² de terre ferme. 

## Démographie
| 1860   | 1870   | 1880   | 1890   | 1900   | 1910   |
| ------ | ------ | ------ | ------ | ------ | ------ |
| 13 095 | 14 038 | 19 190 | 23 233 | 28 184 | 32 188 |

| 1920   | 1930   | 1940   | 1950   | 1960   | 1970   |
| ------ | ------ | ------ | ------ | ------ | ------ |
| 34 878 | 30 036 | 31 500 | 32 215 | 29 490 | 25 604 |

| 1980   | 1990   | 2000   | 2010   | - | - |
| ------ | ------ | ------ | ------ | - | - |
| 27 464 | 28 450 | 32 502 | 34 971 | - | - |